# Sant Pere de Vallferosa
Sant Pere de Vallferosa és una església prop del nucli de Vallferosa al municipi de Torà, a la comarca del Solsonès. És un monument protegit i inventariat dins el Patrimoni Arquitectònic Català.

## Situació
L'església es troba al costat de la Torre de Vallferosa, al marge dret i a uns 50 metres per sobre del Barranc dels Quadros, tributari de la riera de Llanera. Al km. 9 de la carretera LV-3005a (de Torà a Solsona) (41° 51′ 54″ N, 1° 26′ 4″ E / 41.86500°N,1.43444°E) baixa, cap a llevant, la pista que hi mena en 1,3 km. Està barrada al pas de vehicles, pel que cal anar-hi a peu.

## Arquitectura

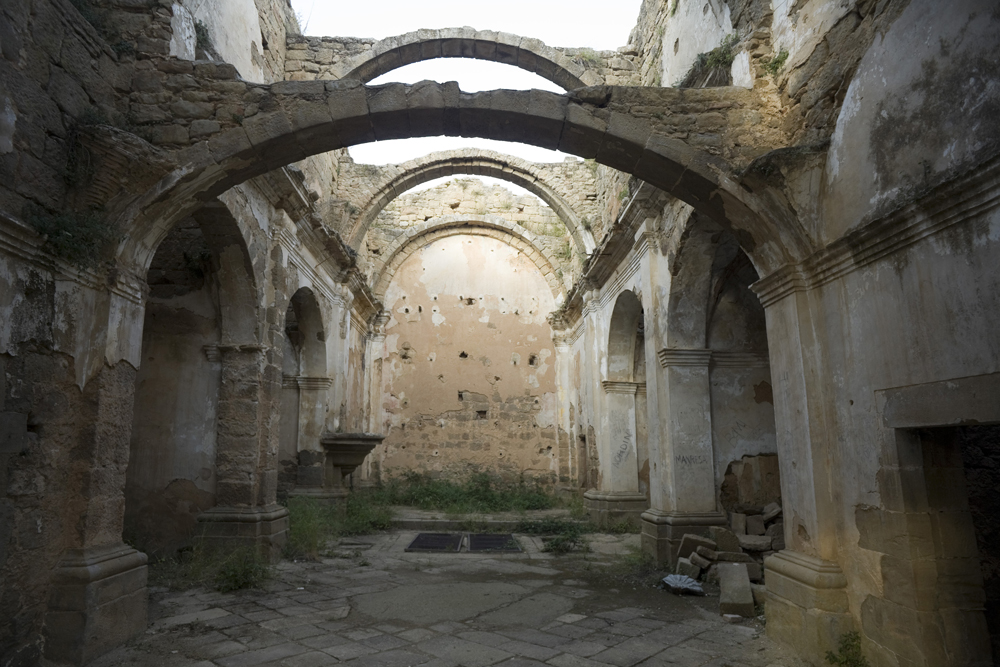
Interior

Església de nau única amb capelles laterals de planta rectangular. A l'angle NO de la façana s'aixeca la torre de campanar, que presenta una planta quadangular de dos trams amb les arestes retallades i una balustrada de pedra. En cadascuna de les cares de la torre de campanar s'obra una llarga finestra d'arc de mig punt. La porta d'accés al temple té un entaulament amb un frontó triangular partit. Al centre d'aquest apareix una fornícula on hi havia una imatge de Sant Pere, actualment desapareguda. Damunt de la porta d'ingrés a l'església hi ha una gran rosassa que il·luminava l'interior del temple. La coberta de l'església ha desaparegut, així que només conservem els murs perimetrals i els arcs torals que sustentaven la volta. S'entreveuen altres estances de l'església, com per exemple la sagristia al SE o l'escala amb la que s'accedia al cor al SO. La vegetació, la terra i la runa han cobert pràcticament tota la superfície del paviment, per la qual cosa no és molt recomanable entrar-hi.